# Charles E. Sebastian
Charles E. Sebastian (né le 30 mars 1873 au Missouri, mort le 17 avril 1929) est un homme politique américain. Il a été maire de Los Angeles entre 1915 et 1916. Il était démocrate.
Durant son mandat il a supervisé l'annexion de plusieurs zones dont la vallée de San Fernando et le secteur ouest de Los Angeles.